# Jacob's Creek
Jacob's Creek est un vin de marque australien exporté dans plus de soixante pays. Il est produit par Orlando Wines dans la petite ville de Rowland Flat, dans la vallée de la Barossa. Jacob's Creek est une marque détenue par le groupe Pernod Ricard.

## Histoire
En 1847, Johann Gramp, un colon originaire de Bavière, fonde la société Orlando Wines. Il plante les premiers cépages de Riesling dans la vallée de la Barossa le long du ruisseau de Jacob (en) (Jacob's Creek), et sa première cuvée (180 litres) est produite en 1850. En 1976, un millésime de 1973 de Syrah, Cabernet et Malbec est produit sous le label Jacob's Creek,. À la fin des années 1970, la famille Gramp vend Orlando Wines et donc Jacob's Creek, puis en 1989, le groupe Pernod Ricard rachète la société viticole.
En 1986, le vin commence à être exporté au Royaume-Uni, où il devient un choix populaire chez les amateurs de vin. Dans les années 1990, il est l'un des vins les plus bus du pays. Son slogan publicitaire est alors « Australia's top drop »,. En 1999, Jacob's Creek vend 3,5 millions caisses de vin.
En 2014, Jacob's Creek introduit sa propre cuvée de vin vieillie dans des fûts de whisky ainsi qu'un nouveau logo. En 2022, Jacob's Creek lance son vin sans alcool, Unvined, sur le marché indien.

## Partenariat
La marque sponsorise plusieurs événements comme le Tour Down Under, dont le contrat de naming prend fin en 2005 ou encore l'Open d'Australie. Elle se tourne alors vers les moyens traditionnels de publicité : télévision et radio. On retrouve cependant la marque dans une compétition du PGA Tour of Australasia : le Jacob's Creek Open Championship.

## Galerie

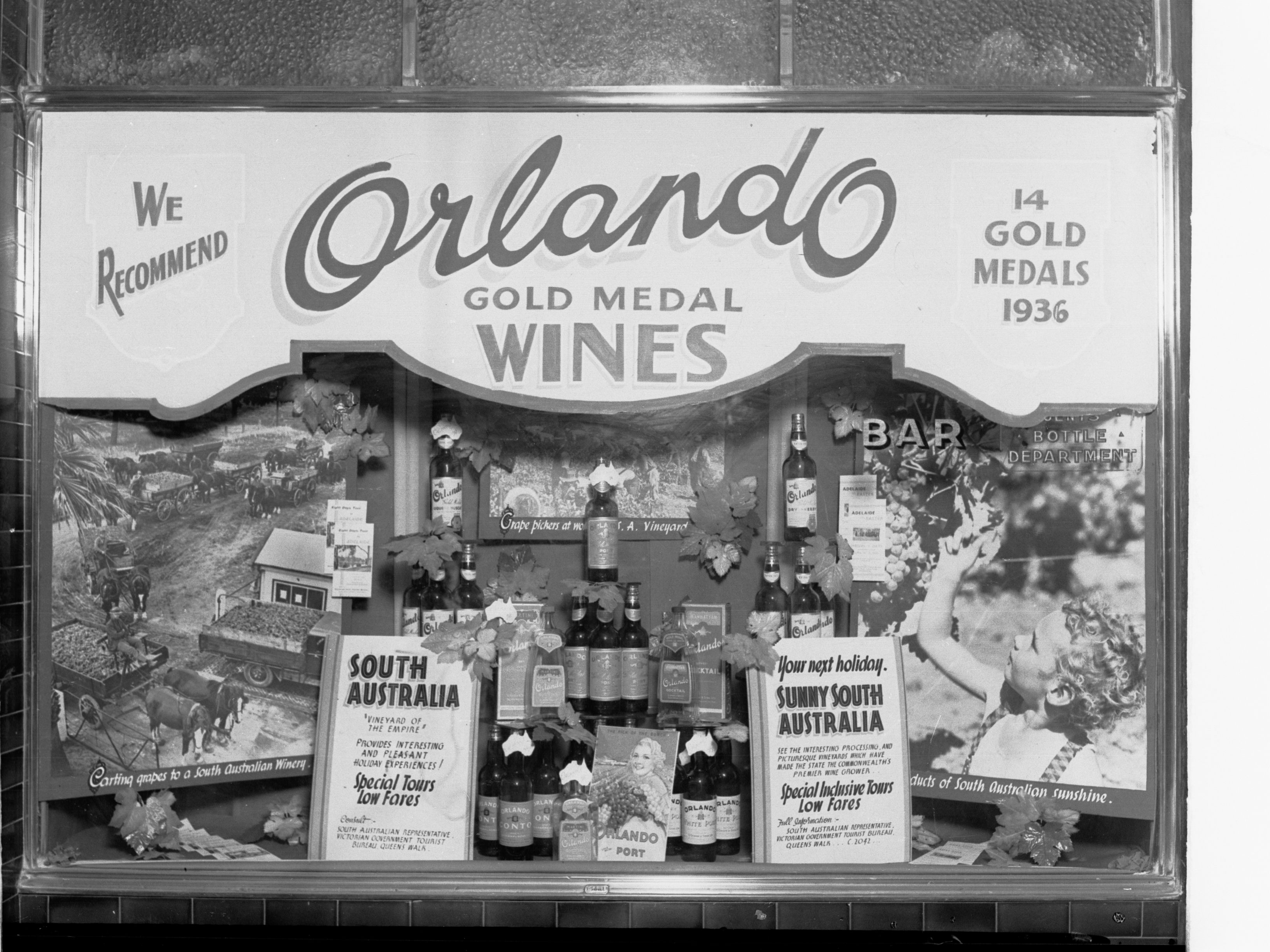
Vitrine de vins Orlando.
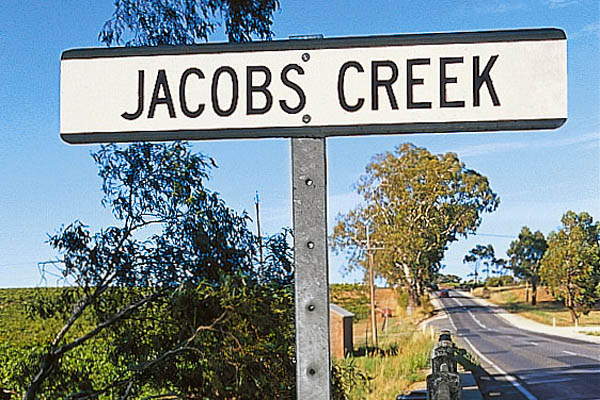
Panneau Jacob's Creek.
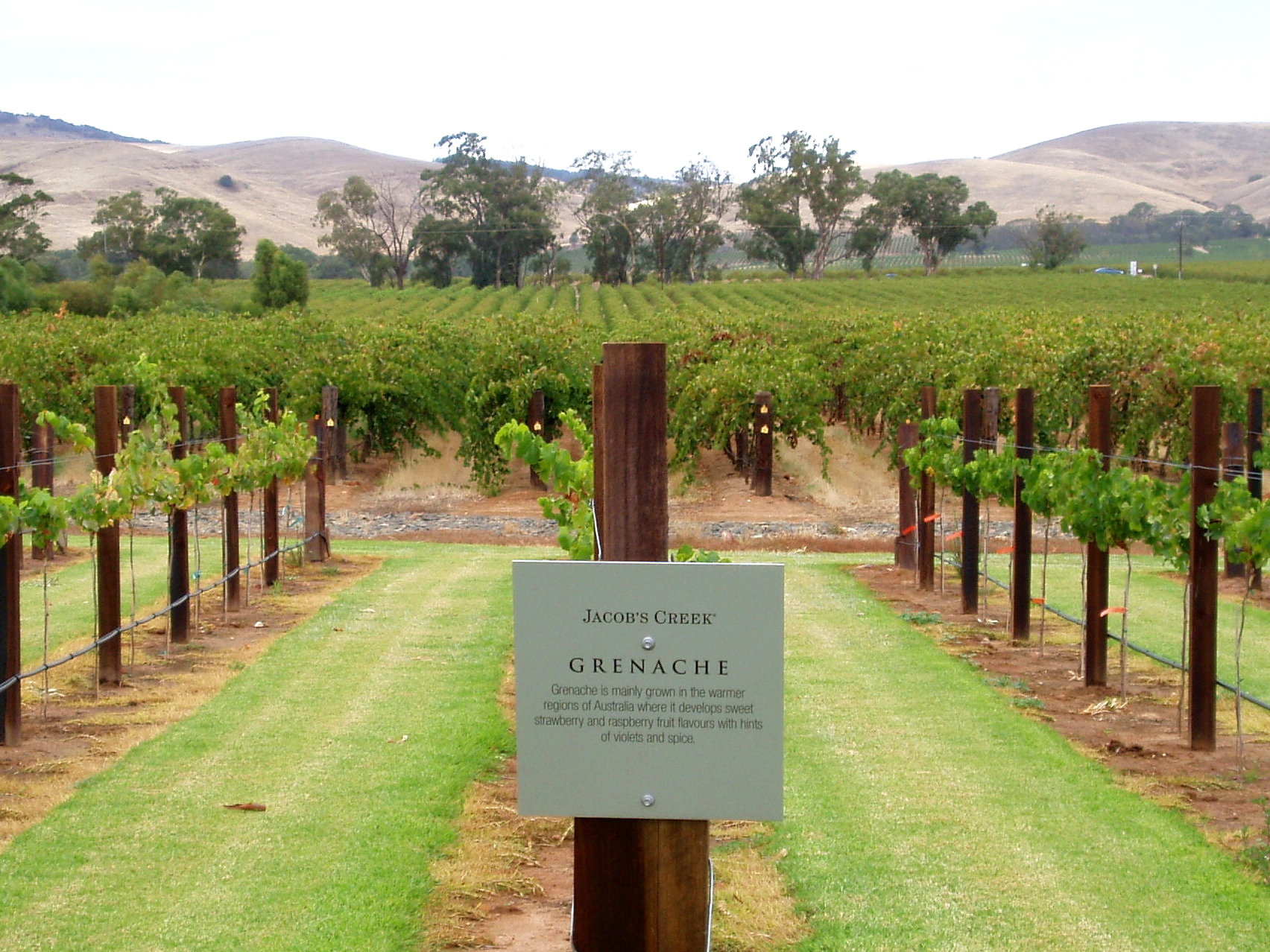
Vignes de Grenache.
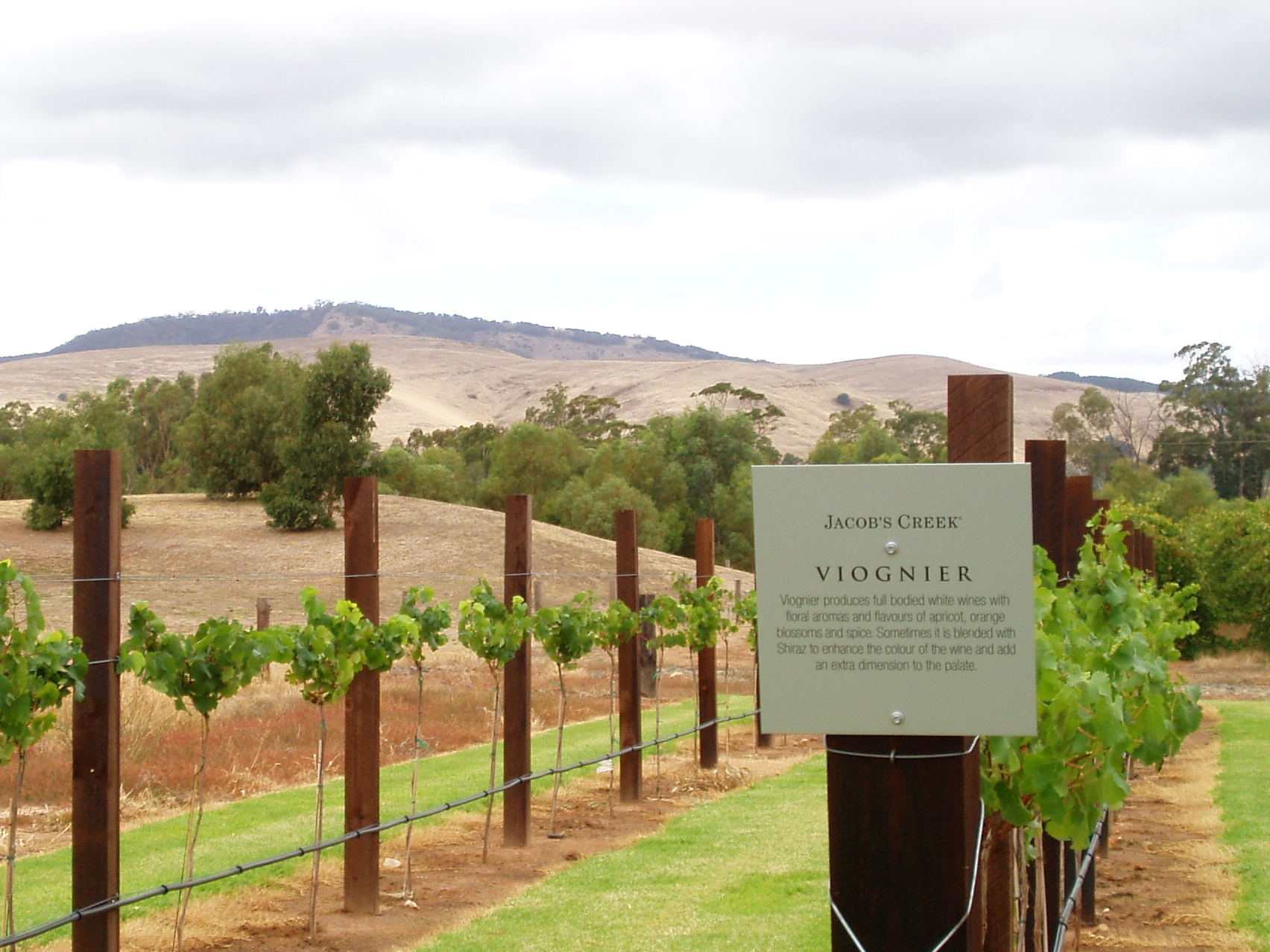
Vignes de Viognier.
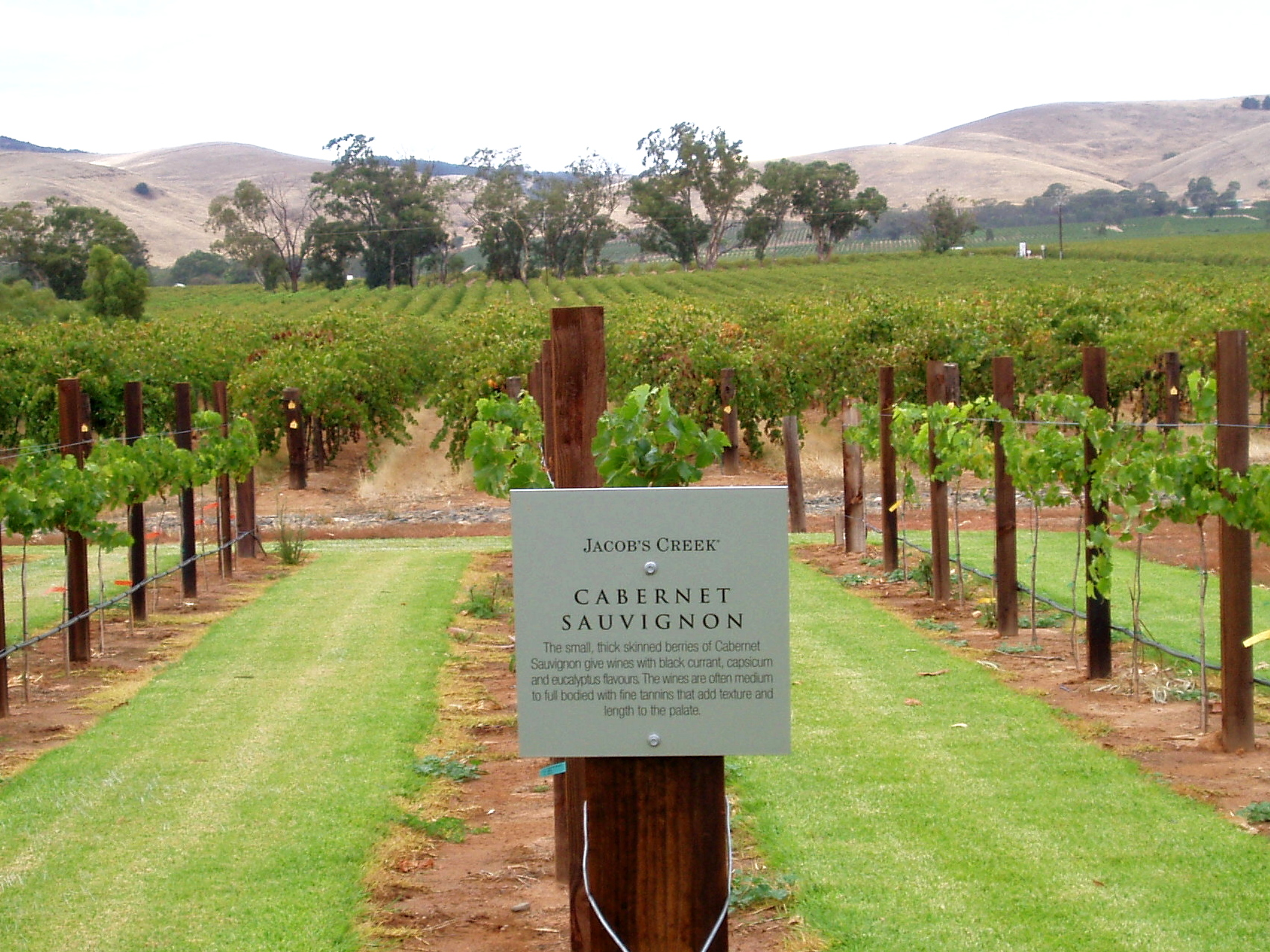
Vignes de Cabernet Sauvignon.
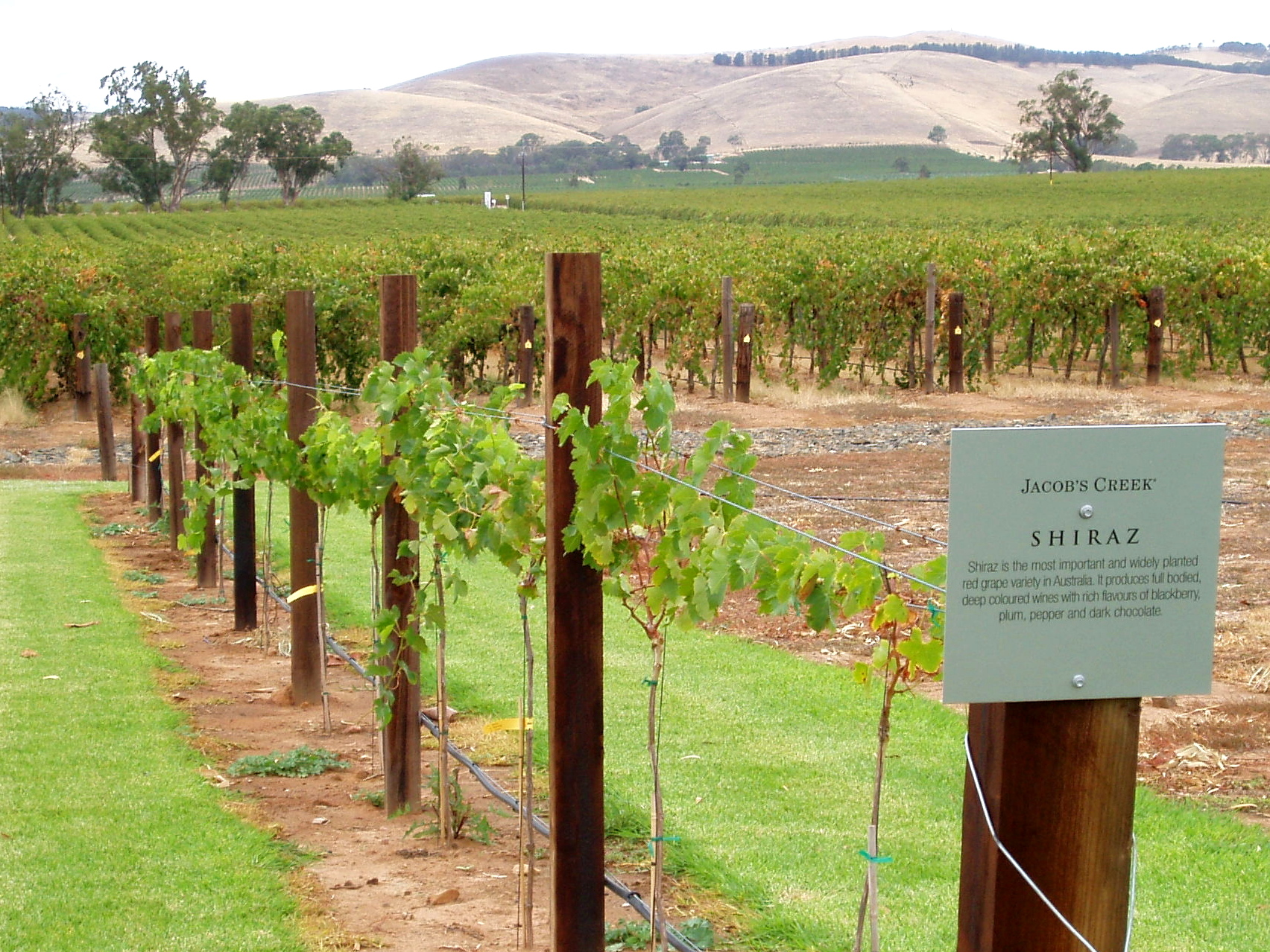
Vignes de Shiraz.
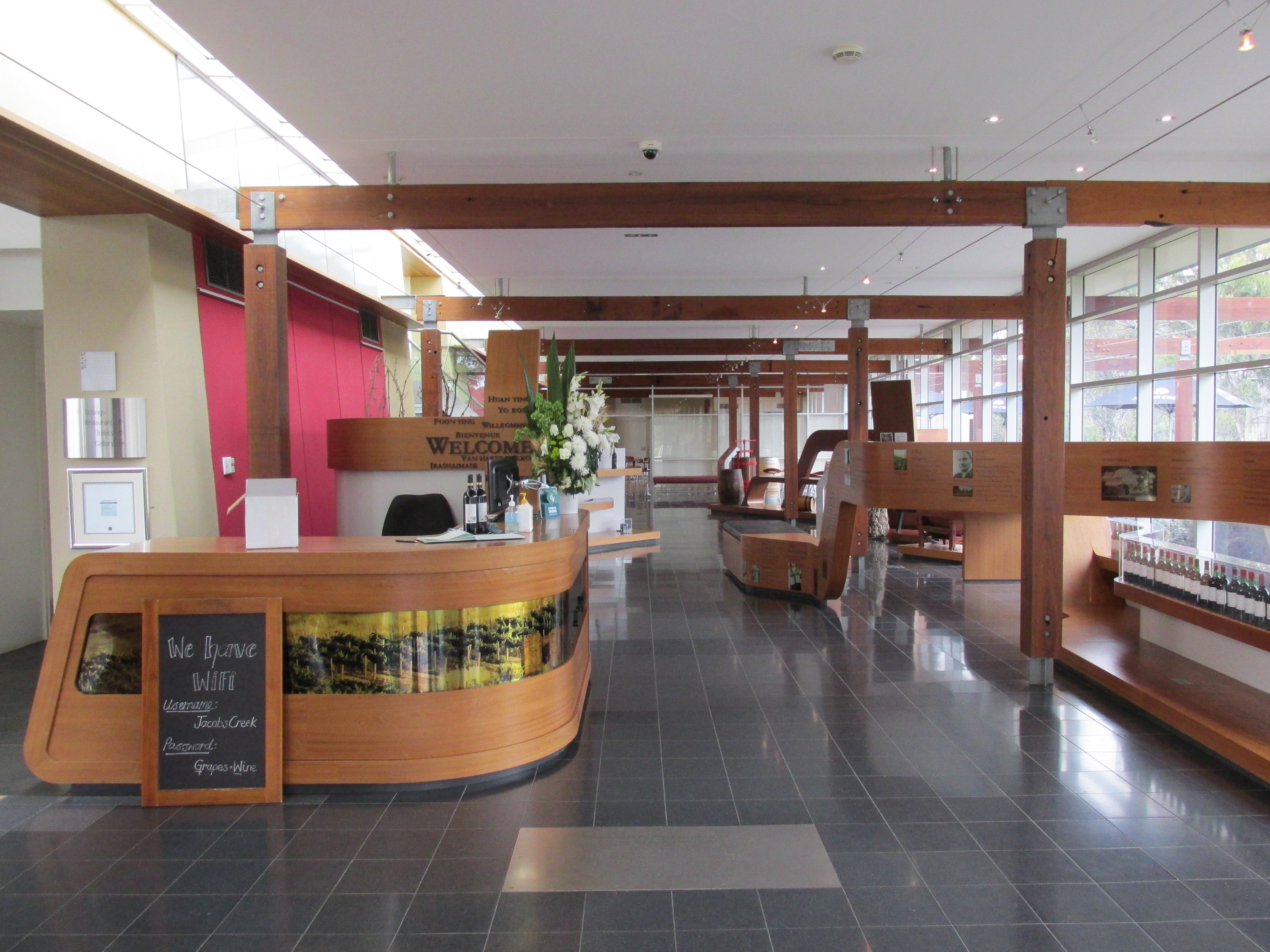
Centre de visiteurs.
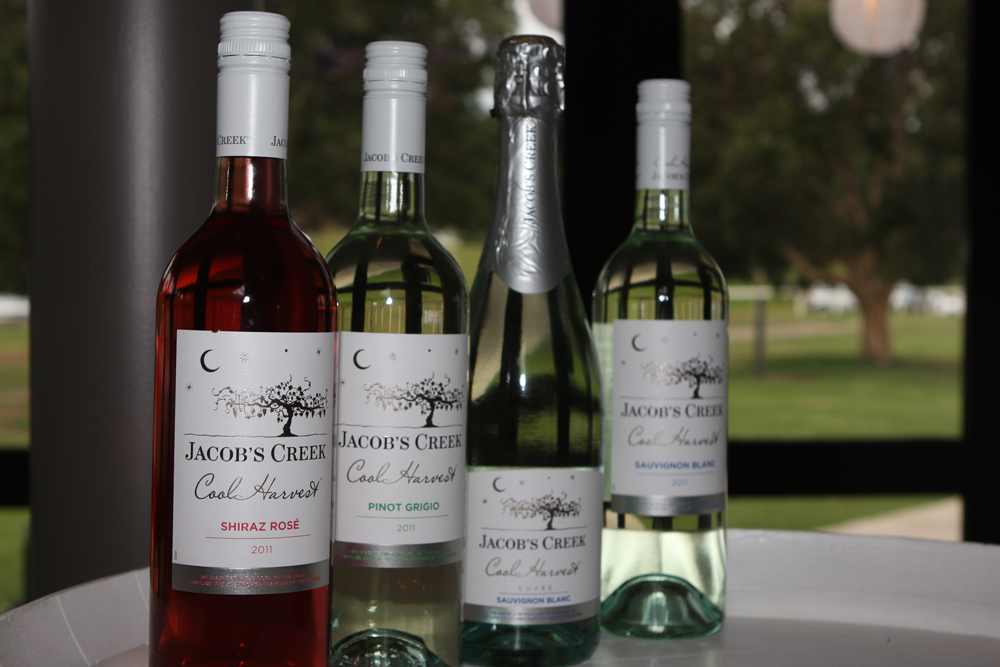
Bouteilles de Jacob's Creek.